# Мале Пецє
Мале Пецє (словен. Male Pece) — поселення в общині Іванчна Гориця, Осреднєсловенський регіон, Словенія. Висота над рівнем моря: 327,4 м.